# Frans Kaisiepo
Frans Kaisiepo (Biak, 10 octobre 1921 - Jayapura, 10 avril 1979) est une personnalité indonésienne. Il représentait le territoire de la Nouvelle-Guinée occidentale lors de  la conférence organisée par les Hollandais en juillet 1946 dans la station de montagne de Malino dans le sud de Célèbes. Sa position avait alors été que « la Nouvelle-Guinée-Occidentale ne devait pas être séparée du “Grand Est” (Timur Besar) » de l'archipel indonésien. Il était le cousin germain de Viktor Kaisiëpo, qui défendait les droits des peuples de Nouvelle-Guinée occidentale contre les exactions du gouvernement indonésien.
L'aéroport de la ville de Biak dans la province de Papua a été nommé d'après lui. Son nom est également été donné à la 4e corvette de la classe Sigma de la marine indonésienne.
Frans Kaisiepo a été nommé "Héros national d'Indonésie"" (Gelar Pahlawan Nasional Indonesia).
Son portrait figure sur le billet de 10.000 rupiah indonésien.